# União das Freguesias de Caçarilhe e Infesta
Die União das Freguesias de Caçarilhe e Infesta ist eine portugiesische Gemeinde (Freguesia) im Kreis (Concelho) Celorico de Basto, Distrikt Braga, im Nordwesten Portugals.

## Geschichte
Die Gemeinde entstand im Zuge der Gebietsreform vom 29. September 2013 durch die Zusammenlegung der ehemaligen Gemeinden Caçarilhe und Infesta.
Caçarilhe wurde Sitz der neuen Verwaltung.

## Demographie
| Freguesia | Freguesia           | Freguesia | Freguesia       | ehemalige Freguesias | ehemalige Freguesias | ehemalige Freguesias | ehemalige Freguesias |
| --------- | ------------------- | --------- | --------------- | -------------------- | -------------------- | -------------------- | -------------------- |
| Wappen    | Freguesia           | Einwohner | Fläche in (km²) | Wappen               | Freguesia            | Einwohner            | Fläche in (km²)      |
|           | Caçarilhe e Infesta | 510       | 11,48           |                      | Caçarilhe            | 465                  | 5,95                 |
|           | Caçarilhe e Infesta | 510       | 11,48           | Infesta              | 292                  | 5,53                 |                      |